# Anquela del Ducado
Anquela del Ducado es un municipio y localidad española de la provincia de Guadalajara, en la comunidad autónoma de Castilla-La Mancha. El término municipal tiene una población de 50 habitantes (INE 2024).

## Geografía
Integrado en la comarca de Señorío de Molina-Alto Tajo se sitúa a 113 km de la capital provincial. El término municipal está atravesado por la carretera nacional N-211 entre los pK 31 y 34 así como por la carretera autonómica CM-2107 que permite la comunicación con Establés y Milmarcos. 
El relieve del municipio está definido por el Sistema Ibérico castellano, caracterizado por ser una meseta elevada con algunos picos más de más altitud y atravesada por pequeños valles creados por los ríos Mesa y Mazarete. La mayor altitud se alcanza en el pico Guijo (1400 m) y el punto más bajo a orillas del río Mesa (1160 m). El pueblo se alza a 1199 m sobre el nivel del mar.
| Noroeste: Mazarete | Norte: Mazarete       | Noreste: Selas |
| Oeste: Mazarete    |                       | Este: Selas    |
| Suroeste: Mazarete | Sur: Mazarete y Selas | Sureste: Selas |

## Historia

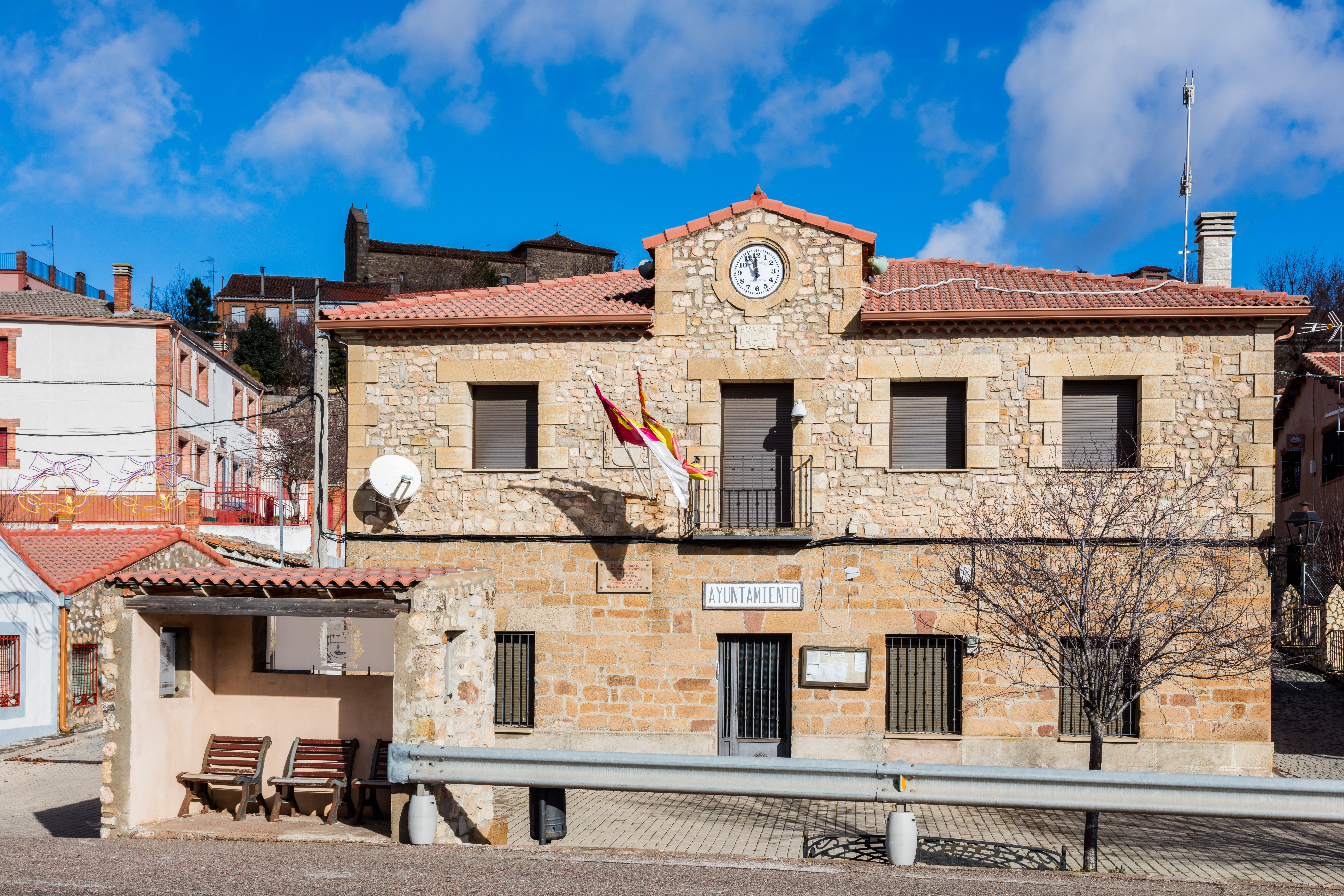
Ayuntamiento.

Anquela del Ducado se dice que perteneció, desde el siglo XII en que fue reconquistada toda la región a los árabes, al Común de Villa y Tierra de Medinaceli. Desde el siglo XV, quedó engarzada en el señorío de los la Cerda, duques de Medinaceli, y por eso sostuvo, durante varios siglos, el límite oriental, con Molina, del ducado. En el siglo XIII, Sancha Gómez, mujer del conde Fernando Pérez de Lara, y creadora de la comunidad de monjas Bernardas en Buenafuente, donó a dicho monasterio las salinas.
Hacia mediados del siglo XIX, el lugar tenía contabilizada una población de 58 habitantes. La localidad aparece descrita en el segundo volumen del Diccionario geográfico-estadístico-histórico de España y sus posesiones de Ultramar de Pascual Madoz de la siguiente manera:

ANQUELA DEL DUCADO; l. con ayunt. de la prov. de Guadalajara (19 leg.), part. jud. de Molina, aud. terr. y e.g. de Madrid(29), adm. de rent. y dióc. de Sigüenza(8): SIT. á media ladera de una elevada altura con esposición al S. á la vista de una valle y del pueblo de Selas que se halla á unos 150 pasos: reinan con más frecuencia los opuestos vientos del E. y O.; SU CLIMA es templado y no se conocen enfermedades endémicas: tiene 36 casas pequeñas de un solo piso, y mala construcción, una posada y una sala para el ayunt.:las calles que forman son irregulares y penosas por la sit. del pueblo: el sacristan desempeña la escuela, á la que asisten 8 niños, y percibe 20 fan. de trigo: la igl. parr., dedicada á la Asunción de Ntra. Sra., es matriz de la del inmediato l. de Tovillos, de curato perpetuo en concurso, y fue construida en el año 1600. Confina el TÉRM. por N. con el común de Buen-grao y Valdeorlum; E. y S. Selas; O. Tovillos, estendiendose por todos lados á 1/4 leg., escepto el de Selas que tan solo alcanza los 150 pasos que se dijo al principio: comprende unas 1,500 fan. de tierra de labor, de las cuales se consideran 300 de primera clase, 1000 de segunda y 200 de tercera, con un monte pinar bien poblado al E., un pequeño carrascal al N. que ahora se está criando, y varias corralizas de barda para encerrar ganados menores: se hallan en el term. vestigios de dos desp., el uno llamado de los Casáres frente á la beb. de la Avellaneda térm. de Selas, que fue del cabildo de Sigüenza, y el otro inmediato á Tovillos del que no se conserva ninguna memoria: es también notable un peñasco enorme que llaman Peña-cordera, sit. sobre un cerro elevado que le hace parecer á una mayor altura, de forma que desde él se divisan muchas y remotas pobl., y en aquel mismo sitio se dividen las aguas vertientes del Tajo y el Ebro: cruza el térm. el r. Mesa que pasa a 60 pasos de la pobl., y entra en un barranco donde hay un molino harinero, y unas pequeñas huertas; á este se unen otros dos arroyuelos que se forma de dos manantiales llamados el Val y la Varga: el TERRENO es muy quebrado y montuoso, escepto el valle que se dirige á Selas: los CAMINOS son más bien travesías de pueblo a pueblo en mal estado; no siendo mucho mejor el que atraviesa el pueblo para dirigirse desde Alcolea del Pinar a la cab. del part.; pues aunque van algunos carruajes tienen que apartarse en él térm. de Aragonzillo para salir por cima de la cuesta de Anquela que es muy larga y sumamente pedriza: ELCORREO se recibe en la estafeta de Maranchon por medio de un vec. tres veces á la semana. PROD. trigo, centeno de buena calidad, cebada, avena, legumbres, verduras: se mantiene algún ganado lanar, poco vacuno, 52 caballerías mayores y menores para la labranza, y mucha caza de todas las clases. POBL.: 17 vec., 58 alm.: CAP. PROD. 250.000 rs: IMP. 22,500, CONTR. 824 rs. 10 mrs.; PRESUPUESTO MUNICIPAL 1,500 del que pagan 300 al secretario por su dotación: se cubre con el prod. de una posada de propios que asciende á 600 rs., el arbitrio de la taberna 500, y algunos años el carboneo del monte pinar que prod. unos 4,000 rs. Perteneció este pueblo al ducado de Medinaceli.
(Madoz, 1845, p. 323)

## Heráldica
Diseño del escudo: José García Martínez
Armas:
Escudo español, semipartido y cortado: primero, en azur, tres flores de lis de oro; segundo, en gules, dos insectos de oro; tercero, en campo de sinople, una fuente de plata. Al timbre, corona real cerrada. 
Análisis:
1º cuartel.- En azur, tres flores de lis de oro.
Lis es la forma heráldica de la flor del lirio y su posición en el cuartel es dos en jefe y una en punta. Las tres flores de lis en esta disposición se denominan de “Medinaceli Modernas”; las trajo Juan de la Cerda, segundo duque de Medinaceli, y ya siguieron usándolas todos sus descendientes. Anquela del Ducado adopta las armas de los Duques por haber pertenecido a su jurisdicción señorial, hasta su abolición.
2º cuartel.- En gules, dos insectos de oro.
El Diccionario de la Real Academia Española, acepta en la palabra abeja, el significado de “persona laboriosa”. Aquí se traslada esa acepción al conjunto de personas que forman Anquela y su pedanía Tobillos.
El Diccionario de la Real Academia Española, acepta en la palabra abeja, el significado de “persona laboriosa”. Aquí se traslada esa acepción al conjunto de personas que forman Anquela y su pedanía Tobillos.
3º cuartel.- En campo de sinople, una fuente de plata.
La fuente es la particularidad común, más extendida, de Anquela y Tobillos.
El Ayuntamiento lugar de especial significado como representativo del pueblo, fue ampliado y reformado en el año 2003, siendo alcaldesa M. Isabel Galán Villa. Incorporando torre con reloj, megafonía y dotando al edificio de las más modernas infraestructuras necesarias para el buen funcionamiento de la Institución.

## Costumbres y tradiciones
Fiesta de los Reyes Magos (6 de enero):
Esta era la primera fiesta del año. El ayuntamiento daba a los muchachos del pueblo higos, castañas y una barreta de turrón.
Las Candelas (2 de febrero) :
Esta fiesta duraba tres días los mozos iban por todo el pueblo recogiendo comida con lo que obtenían y dos ovejas que compraban la Tía Juana les hacía varios guisos que acompañaban con vino y música de la ronda la mesa se servía por los quintos del año.
Entre los mozos se elegían cargos como el de juez o alcalde y al menor desliz de alguno les imponían una multa con la que seguían la fiesta.
Santa Águeda (5 de febrero):
El día de vísperas los chico y chicas iban pidiendo por las casas productos de la tierra garbanzos, judías, patatas, huevos, etc...A las voces de "Santa Águeda Mágueda". Luego tenían que convencer a una madre para que les hiciera la comida a todos y el día 5 se celebraba en casa de la madre que aceptaba, cada uno con su plato y cubierto. Después se acudía a la "Casa Concejo" a bailar, algunos disfrazados, el encargado de hacer el baile era Ramón que tocaba el acordeón.
Jueves Lardero:
"Jueves lardero torrendo entero". Se celebraba la semana antes de la Cuaresma y ese día no había escuela por la tarde y todos los chicos y chicas se llevaban cada uno su fiambrera con la merienda de la que daban cuenta en el paraje de "la canaleja".
Carnaval:
El martes de carnaval los mozos hacían la vaquilla, se disfrazaban con unas amugas, mantas, cencerros y cuernos recorriendo el pueblo y embistiendo (almorcando) a todo el que veían. A la vez se iba pidiendo por las casa para hacer una cena en ca la Tía Juana.
Domingo de Ramos:
El domingo antes de Semana Santa las chicas iban a la "solanilla" a cortar una carrasca pequeña y se adornaba con cintas, escapularios y algunas cosas de comer: galletas maría, mandarinas, caramelos... el Ayuntamiento traía un buje (boj) para repartir a todos los feligreses una vez bendecido. Cuando se salía de misa las mozas salían con sus ramos y los mozos iban detrás a quitar los comestibles que colgaban de sus ramos, con alguna sorpresa pues se preparaban algunos caramelos que contenían un trozo de patata cruda.
Semana Santa:
En el lugar que ocupa San Martín se quitaba el Santo y se adornaba con las mejores colchas y cintas que se encontraban formando "el monumento" donde se colocaba el sagrario. Se velaba las veinticuatro horas del día de Jueves Santo y por la tarde se representaba el lavatorio, aún se recuerda como de muchachos se afanaban con el estropajo para dejarse los pies como patenas.
El Vienes Santo sonaban los cuernos y las carracas y se conmemoraba el entierro.
La noche del Sábado Santo se hacía "El Judas" las mujeres tenían que tener mucho cuidado con dejarse ropa tendida porque era utilizada inmediatamente para su confección y así monos, pantalones, camisas y camisones podían aparecer al día siguiente rellenos de paja y colgados de lo alto del "cotanillo".
El Domingo de Resurrección se realiza la "procesión del encuentro" donde los hombres iban con la imagen de Jesús por un lado y las mujeres con la de la Virgen y sus dos madrinas una casada y otra soltera por otro, acompañados de cánticos propios de la ocasión y en el cotanillo se encontraban; haciéndose reverencias muy estudiadas. La madrina casada era la encargada de quitar el manto luto con que había sido preparada en señal de alegría por la resurrección de su hijo.
Los mayos:
En el mes de mayo los mozos se iban al pinar y traían una "caña" un pino seco que era el mayo que subastaban y con el dinero recaudado se pagaba una cena.
Durante los mayos se realizaba un sorteo emparejador entre los chicos y chicas del pueblo, cada chico tenía que preparar a su maya de suerte un ramo de flores que colocaba en su ventana y su casa era obligada por la circunstancia a invitar a almorzar al mayo de turno que recibía chocolate con pan y magdalenas.
Romería a la Virgen del Montesino:

La devoción a la Virgen del Montesino data del año 1512 en que se construyó la ermita sobre las ruinas de una anterior. A orillas del río Arandilla y en un maravilloso enclave constituido por un cañón de piedras de arenisca cortadas por un lado y el otro un frondoso pinar.
Siete pueblos se juntan el tercer fin de semana del mes de mayo para celebrar la romería: Anquela del Ducado, Aragoncillo, Cobeta, La Olmeda de Cobeta, Villar de Cobeta, Selas y Torremocha del Pinar.
Ese día se saca la Virgen en procesión dando siete vueltas a la ermita y después cada pueblo se reúne en su sitio prefijado para degustar la comida campera que allí se ha llevado.
En Anquela el vino corre a cuenta del ayuntamiento y a la vuelta hay sopeta en el "Pozo Merendadero" con el vino y el pan sobrantes de la comida, para reponer fuerzas hasta la llegada al pueblo.
Fiesta de San Roque:
El día 16 después de la Virgen de Agosto se celebra la fiesta en honor a San Roque en esta fecha el ayuntamiento invitaba a todo el pueblo a cañamones y vino, los cañamones hace tiempo que se cambiaron por cacahuetes y pan, aunque el vino sigue manteniéndose.
A continuación todo el pueblo se dirige a la plaza donde se prepara la famosa SOPETA consistente en vino y azúcar en la que se introducen trozos de pan que se van repartiendo entre todos los asistentes.
La fiesta suele acabar con música, cánticos y bailes que producen tan suculento manjar.
Fiestas de San Martín:
El tercer domingo de septiembre se celebra la fiesta del patrón del pueblo en honor de San Martín de Tours.
La fiesta comienza el viernes con la caridad ofrecida por la hermandad de San Martín. Los dos hermanos nombrados el año anterior obsequian con una merienda a todo el pueblo. Antiguamente se ofrecían tortas de cañamones y vino hoy en día la merienda suele consistir en fiambre variado, pastas, vino y mistela.
Por la noche baile con orquesta
El sábado misa con procesión del Santo. Por la tarde se realizan todo tipo de juegos de mesa y deportivos, incluyendo los populares "tiro de barra" y "estornija" y por la noche baile de disfraces con orquesta.
En ocasiones los más madrugadores a la hora de irse a la cama pueden ser visitados por los trasnochadores para cantarles "las tortas", manera de en simpática rondalla desearles buenas noches y recibir una copita o aguinaldo con que tomar un aperitivo al día siguiente (cualquier cosa porque se callen).
El domingo de mañana la misa de San Martín dedicada a todos los difuntos del pueblo, tiene la peculiaridad de, a la salida, pasar lista a los hermanos cuya falta, por quedarse en la cama tras la trasnochada, es penalizada con una simbólica multa. A continuación asamblea de los hermanos y aperitivo.

## Edificios y monumento
La Iglesia:
La iglesia parroquial de Anquela dedicada a la Virgen de la Asunción, se alza imponente sobre un roquedal de piedras de color plomo y cortes violentos, que llega hasta las corrientes del Mesa. Este emblemático edificio situado en la cumbre, conserva detalles muy vistosos de su origen bajo medieval, aunque ha sido reformada con el paso del tiempo. El campanario orientado a poniente está formado por una sola pared en la que se abren dos huecos para las campanas, es mitad de mampostería, mitad de piedra sillar. La vista que desde allí se obtiene es propia de un paraje de ensueño.
El Ayuntamiento:
El Ayuntamiento, lugar de especial significado como representativo del pueblo, fue ampliado y reformado en el año 2003, siendo alcaldesa M. Isabel Galán Villa. Incorporando torre con reloj, megafonía y dotando al edificio de las más modernas infraestructuras necesarias para el buen funcionamiento de la Institución.
El lavadero:
El lavadero, lugar donde las mujeres iban antiguamente para hacer la colada y en el tiempo de matanza a lavar las tripas que se utilizaban en la manufactura de los embutidos, cumplía también la singular misión de ser el centro de información de todos los sucesos del lugar, siendo el "programa del corazón" del pueblo.
La fuente:
La fuente es una construcción identificativa de este pueblo hasta el punto de aparecer en su escudo. Fue construida en tiempos en que era alcalde D. Julián Fuentes según figura en inscripción. Está dotada de dos caños con dos piletas y un pilón que antiguamente servía como abrevadero del ganado y las caballerías y era origen de chascarrillo entre los jóvenes del lugar, que entre bromas amenazaban "tu, al pilón".
Sufrió grandes desperfectos a consecuencia de un accidente con un camión pero fue impecablemente restaurada utilizando piedra de las mismas características que la original.
Plaza y el frontón:
La plaza del pueblo, comparte espacio con el tradicional frontón, que no puede faltar en ninguno de los pueblos de la comarca por la gran afición que por estos lugares se tiene a este deporte.
Allí mismo se celebran las actuaciones, juegos, comidas populares y el baile que son organizados para la celebración de las fiestas, en particular la de San Martín, su fiesta mayor.
Bar Margarita:
El bar Margarita, situado junto a la plaza del pueblo, era un lugar de reuniones para echar la partida o resolver los problemas del mundo acompañados de un botellín o un delicioso café. Cerró sus puertas el año 2015.
Bar "La Zofra":
En el año 2015 se inauguró el nuevo bar, denominado "La Zofra" y situado detrás del ayuntamiento. En este no sólo puedes tomarte un café, unas cañas o echar una partida de cartas sino que ofrece también deliciosas cenas y comidas. Así mismo cuenta con una pequeña tienda con productos de la región.
Centro Social:
El edificio de las antiguas escuelas de chicas se ha transformado en centro social lugar de reunión y esparcimiento de todos los vecinos del pueblo.
Centro médico:
Antiguo horno del pueblo, cuyo edificio fue rehabilitado en el año 2006 siendo alcalde D. Javier Utrilla, se le ha dado mayor amplitud y todo lo necesario para una eficaz asistencia sanitaria.
Polideportivo:
En el año 2005 fue terminada la construcción del polideportivo con gran aceptación de la juventud que, sobre todo en el verano, hacen uso de él en sus diversas posibilidades.

## Demografía
Anquela del Ducado cuenta con una población de 50 habitantes (INE 2024).
| Gráfica de evolución demográfica de Anquela del Ducado entre 1842 y 2021 |
| |
| Población de derecho según los censos de población del INE Población de hecho según los censos de población del INEEntre el censo de 1857 y el anterior, crece el término del municipio porque incorpora a Tovillos |

| 1991 |  | 1996 |  | 2001 |  | 2004 |  | 2009 |  | 2013 |  | 2015 |
| ---- |  | ---- |  | ---- |  | ---- |  | ---- |  | ---- |  | ---- |
| 80   |  | 89   |  | 86   |  | 88   |  | 73   |  | 78   |  | 69   |

## Entidades de población

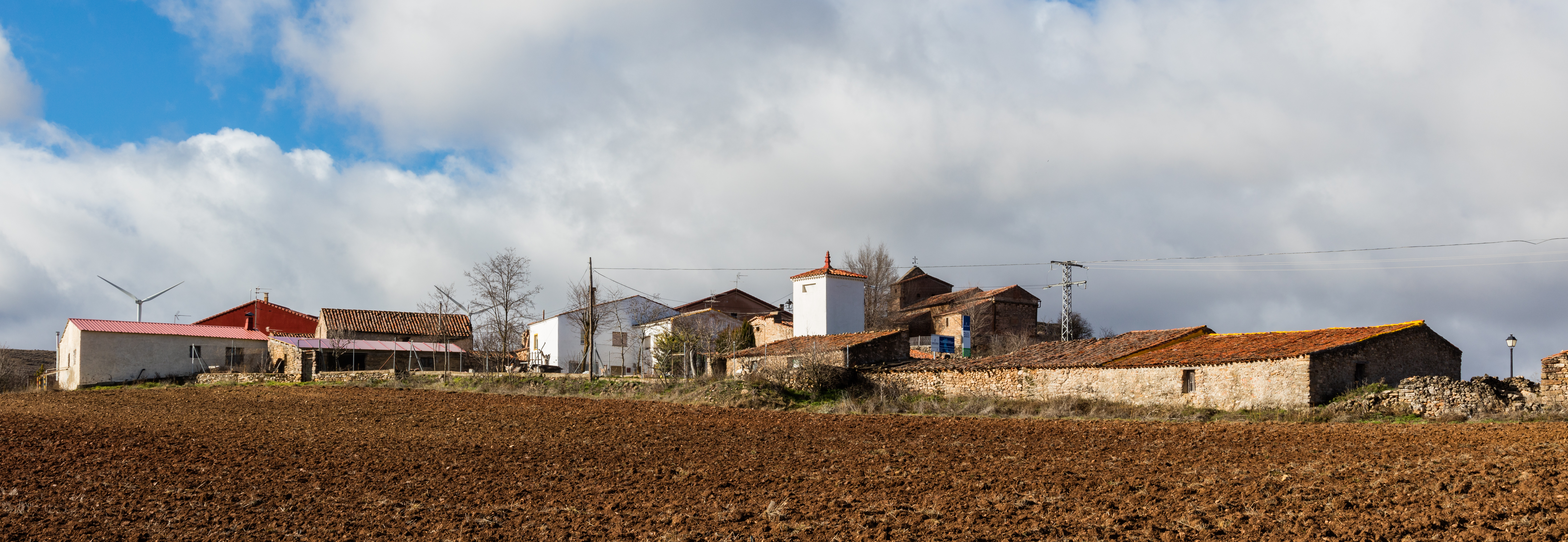
Tobillos

| Entidades de población | Habitantes (2015) |
| ---------------------- | ----------------- |
| Anquela del Ducado     | 50                |
| Tobillos               | 19                |